# Ludwik Haase
Ludwik Haase (ur. 27 maja 1872 lub 1873 w Broniewie, zm. 5 lutego 1940 w Chludowie) – polski prezbiter, działacz społeczny, proboszcz parafii w Kicinie i Wierzenicy, pierwszy dziekan gośliński (1927-1940), członek Towarzystwa Przyjaciół Nauk w Poznaniu, członek Towarzystwa Pomocy Naukowej Karola Marcinkowskiego, ofiara Intelligenzaktion.

## Życiorys
Był synem Wojciecha, nauczyciela, oraz Anastazji z Biedermanów. Uczęszczał do gimnazjum w Nakle, które ukończył w 1894. Święcenia kapłańskie otrzymał w 24 lutego 1898. W latach 1898–1904 był wikariuszem parafii w Buku, gdzie pomagał w organizacji prywatnej nauki języka polskiego oraz był wicepatronem Katolickiego Towarzystwa Robotników Polskich w Buku. W 1900 został członkiem Towarzystwa Pomocy Naukowej Karola Marcinkowskiego. Od 1904 był komendariuszem, a od 1906 proboszczem parafii w Kicinie oraz będącej z nią w unii personalnej parafii w Wierzenicy. Był animatorem życia społecznego na obszarach wiejskich. Aktywizował działalność upadającego kółka rolniczego Wierzenica – Kicin, którego był prezesem od 1904 do 1939. Od 1909 patron Katolickiego Towarzystwa Robotników Polskich w Wierzenicy. Od 1916 był członkiem zwyczajnym Poznańskiego Towarzystwa Przyjaciół Nauk. W1925 został administratorem beneficjum w Murowanej Goślinie, a od 1927 w Długiej Goślinie. 25 kwietnia 1927 został mianowany dziekanem nowo powstałego dekanatu goślińskiego. 24 stycznia 1940 aresztowany przez Niemców i zamknięty w obozie w Chludowie. Zmarł 5 lutego 1940 w chludowskim obozie przejściowym zorganizowanym w klasztorze werbistów. Jego szczątki ekshumowano 19 marca 1947 i pochowano na cmentarzu parafialnym w Kicinie.

## Upamiętnienie
Jego imieniem nazwano ulicę w Kicinie.